# Fundulus saguanus
 Fundulus saguanus és una espècie de peix de la família dels fundúlids i de l'ordre dels ciprinodontiformes. Els adults poden assolir uns 10 cm de longitud. Es troba a Florida i Cuba. És difícil de mantenir-lo en captivitat.